# مکونیوم

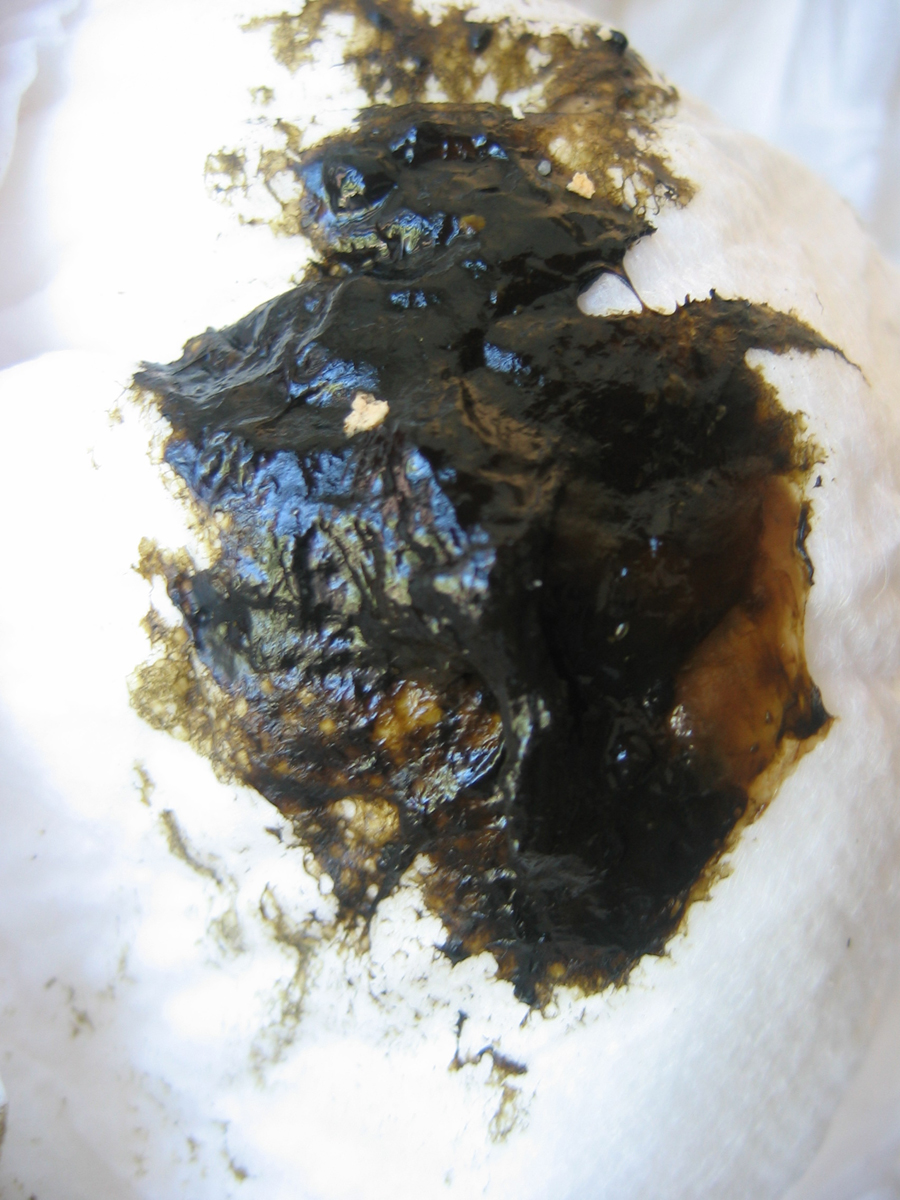
مکونیوم یک نوزاد ۱۲ساعته. حرکت سوم رودهٔ نوزاد. مقیاس: ۵ سانتی‌متر از چپ به راست.

مامیزه یا مکونیوم (به انگلیسی: Meconium) مدفوعی است که در دو سه روز آغاز تولد از نوزاد انسان دفع می‌شود. این مدفوع ترکیبی است از صفرا و ترشحات و سلولهای مخاطی روده ٔ نوزادان که در حالت جنینی بوده‌اند. رنگ آن خرمایی مایل به سبز است.
مکونیوم ماده‌ای چسبناک و متشکل از موادی است که جنین حین سپری کردن در رحم بلعیده است. این مواد شامل یاخته‌های روپوشه‌ای (اپی‌تلیال) روده، موکوس، مایع آمنیوتیک، صفرا، کرک جنینی (لانوگو) و آب است.

## نگارخانه

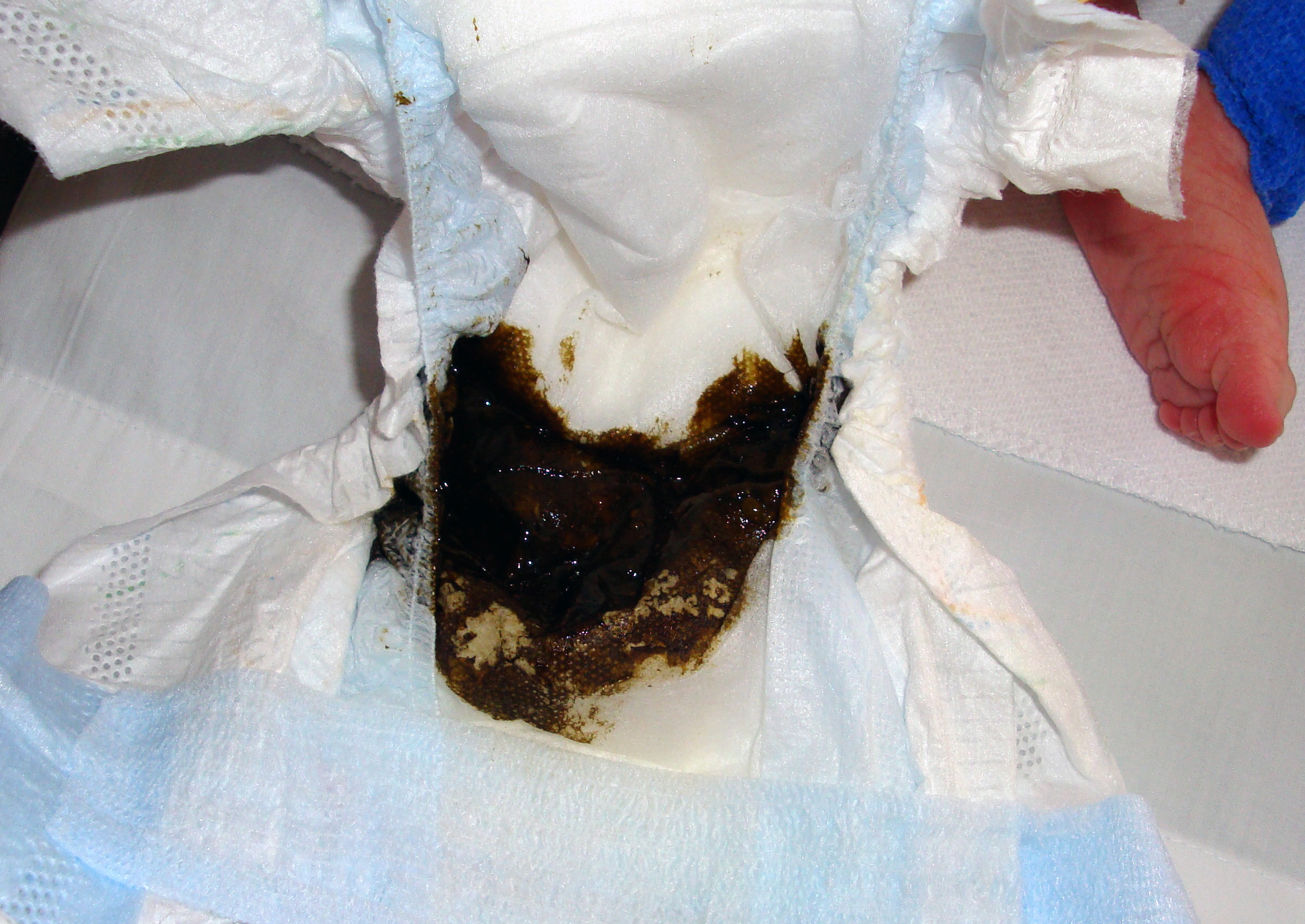
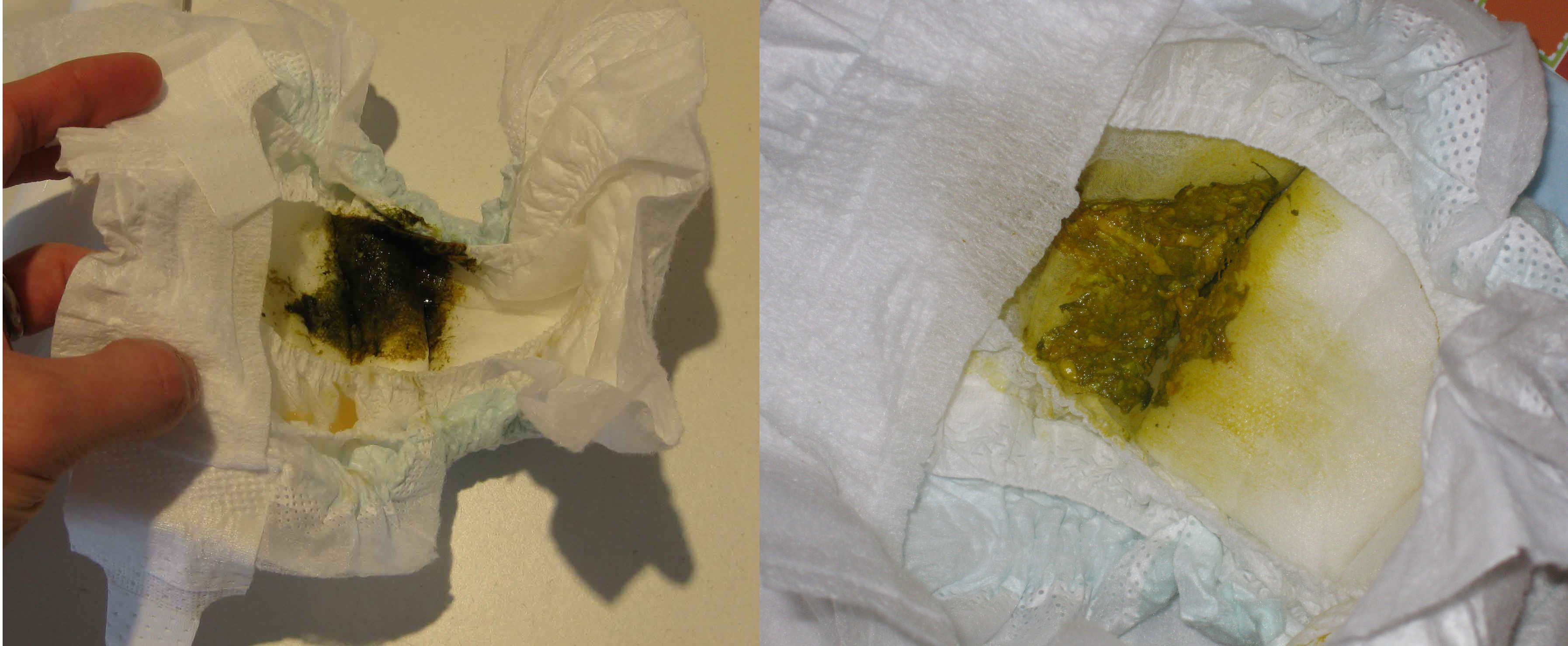